# Москоу Милс (Мисури)
Москоу Милс (енгл. Moscow Mills) град је у америчкој савезној држави Мисури.

## Демографија
По попису из 2010. године број становника је 2.509, што је 767 (44,0%) становника више него 2000. године.
| Група             | 2000.         | 2010.         |
| Белци             | 1.633 (93,7%) | 2.274 (90,6%) |
| Афроамериканци    | 55 (3,2%)     | 94 (3,7%)     |
| Азијати           | 2 (0,1%)      | 11 (0,4%)     |
| Хиспаноамериканци | 16 (0,9%)     | 49 (2,0%)     |
| Укупно            | 1.742         | 2.509         |